# D.O.C. (Lost)
|  | Alább a cselekmény részletei következnek! |

Az előző részek tartalmából:
Desmond, Hurley, Charlie és Jin megtalálják a lezuhant helikopter túlélőjét, aki a nevén szólítja Des-t. Sun megcsalta Jae-val Jin-t, valamint kiderül, hogy Sun-nak és Jin-nek nem lehet gyerekük. A Szigeten Sun azonban mégis teherbe esett.
Íme a folytatás:
Sun a kertjében munkálkodik, amikor hangokat hall. Félelme alaptalan volt, mert csak Jack közeledett. Jack felajánlja a segítségét a kertben, közben pedig kérdezgeti Sun-t a terhességéről. Sun meglepődik azon, hogy Jack kérdezgeti, de a férfi közli, hogy csak arról szeretne megbizonyosodni, hogy jól van-e.
A visszaemlékezésben a nemrég házasodott Sun beszélget telefonon Jin-nel az új lakásukról, és annak a berendezéseiről. Sun közben leült egy padra, ahol egy idősebb nő éppen újságot olvas. Az idős hölgy, megkérdezi Sun-t, hogy az egyik képen az újságban ő szerepel-e a férjével. A nő szerencsésnek tartja Sun-t, hogy ilyen jóképű férjet talált. Majd a család után érdeklődik. Sun azt mondja, hogy Jin szülei meghaltak, és megkérdezi a nőt, hogy ki ő? A hölgy azzal válaszol, hogy szégyen lenne a Paik családnak, ha kiderülne, hogy Jin egy halász fia. Sun elmondja, hogy ő ezt már tudta, és nem számít. A nő folytatja, mégpedig azzal, hogy Jin anyja egy prostituált volt. Sun ezen felháborodik. A nő megfenyegeti Sun-t, hogy elmondja az igazat Jin anyjáról a családnak, hacsak Sun 3 nap múlva pontban 17:00-kor nem jelenik meg ugyanannál a padnál 100.000 dollárral.
A Szigeten Jin kérdezi Des-t, hogy ki az ejtőernyős nő, de ő azt mondja, hogy nem ismeri. Hurley ezt nem hiszi, mert a nő a nevén szólította Desmondot. Az ejtőernyős nő közben ébredezni kezd. Hurley felveti, hogy hozni kéne neki egy kis vizet, majd el is indul. Közben a többiek felültetik a nőt, aki spanyolul kezd el beszélni: Me estoy muriendo. Hurley szerint a mondat azt jelenti, hogy: Haldoklom. Charlie-ék észreveszik, hogy az ejtőernyős oldalába beleállt egy faág a zuhanás közben, és a seb erősen vérzik. Megpróbálják kezelni, közben Hurley felveti, hogy a nő lehet, hogy értük jött. Des elküldi Hugo-t, hogy keresse meg az nő táskáját, vagy valami használhatót. Felvetődik az ötlet, hogy menjenek vissza Jack-ért a táborba, hiszen ez a nő lehet a kiutuk a Szigetről, ezt viszont Des nem tartja jó ötletnek, hiszen a nő teste a mozdításokra rosszul reagálhat, de ha nem tesznek semmit, akár el is vérezhet. Des végül Jack mellett dönt, de Charlie szerint nem érne vissza időben, mert az út csak oda minimum 8 óra. Charlie megpróbálja őt lebeszélni róla, hiszen nemsokára sötétedik, és vannak emberek a Szigeten, akik vadásznak rájuk Des szerint nem tudják, hogy itt vannak, de ebben a pillanatban Hurley véletlenül kilő egy jelzőrakétát.
A következő visszaemlékezésben Sun éppen a dobozokból a fényképeket pakolja ki, mikor Jin megérkezik, és javasolja, hogy egyenek. Jin feleségét egy diplomaosztón készült képen is gyönyörűnek találja. Sun megkérdezi, hogy Jin-nek miért nincsenek képei a családjáról. A férfi gondolkodik, majd azt mondja, hogy nem volt fényképezőgépük. Sun érdeklődik, hogy az apja egyet sem hagyott-e rá? Jin azt válaszolja, hogy nem, mivel éppen a hadseregben volt, amikor az apja meghalt. A felesége érdekesnek találja, mert Jin korábban azt mondta neki, hogy 16 volt, amikor az apja meghalt. Jin megcáfolja, és kicsit idegesen az előbbi állítását emlegeti, miszerint a hadseregben volt. A férfi nem érti, hogy miért kérdezgeti ezeket a felesége. Sun végül elnézést kér, majd a férje figyelmezteti, hogy ki fog hűlni a leves.
A Szigeten Sun Kate-nek segít a sátor lefedésében, és közben megkérdezi, hogy vajon mi történt Jack-kel, amíg a Többiekkel volt, mert a visszatérése óta másnak látja. Kate elmondja, hogy Jack-et saját elmondása szerint fogolyként kezelték, és csak azért működött velük együtt, mert megígérték neki, hogy elengedik a Szigetről. Sun megkérdezi Kate-t, hogy ezt elhiszi-e? Kate igennel felel, és visszakérdez, hogy Sun miért kérdezi ezt? A nő elmondja, hogy Jack kérdezgette őt a babáról. Felveti, hogy Jack lehet, hogy a Többieknek dolgozik, és a babát akarják elvinni, hiszen nem tudják, mit tettek vele az egy hét alatt. Kate ezt nem hiszi, és elmondja, hogy az egész Juliet miatt van, aki ugye a terhes nőket vizsgálta. És Claire babája is azért kellett nekik, hogy kutatásokat végezhessenek rajta. Sun feldúlva Juliet-hez megy, és megkérdezi tőle, hogy mi történik a terhes nőkkel. Juliet megkérdezi, hogy Sun honnan tudja, hogy terhes? Sun nem válaszol, hanem ismét megkérdezi, hogy mi történik a terhes nőkkel. Juliet kiböki, hogy meghalnak. Kate és Sun (utóbbi megdöbbenve) elmennek Juliet-től.
Az ejtőernyős nő közben kínaiul kezd beszélni. Charlie felvet, hogy egyszerűen húzzák ki az ágat, de Des nem engedi. A rocksztár nem érti, és letolja Desmond-ot, hogy nem érti az egész ügyet. Desmond azt válaszolja, hogy a nőnél volt egy fénykép róla és a barátnőjéről, és ő maga jobban érti ezt az egészet, mint a többiek 3-an együtt. Des indulni akar, de Charlie nem engedi. Közben hangokat hallanak a dzsungelből, majd a rengetegből feltűnik a halottnak hitt MIKHAIL BAKUNIN. Mind az öten megdöbbenve néznek egymásra, majd Mikhail menekülőre fogja a dolgot. Jin kapcsol a leggyorsabban, és az orosz után ered. Őket követi Des, és Charlie. Jin utoléri Mikhail-t, és leteríti a földre, majd bunyózni kezdenek. Úgy tűnik, hogy Bakunin győz, de Jin egy hirtelen mozdulattal lekaratézza, és a földre küldi ellenfelét. Desmond egy nekilöki az oroszt egy fának, és megkérdezi, hogy ki ő? Nem érkezik válasz, ezért Des határozottabban, a jelzőpisztolyt Mikhail-ra szegezve kérdez ismét. A válasz Charlie-tól érkezik, aki elmondja, hogy ő lőtt rá Sayid-ra, és hogy a Többiek közé tartozik. Hurley elmondja, hogy Locke kinyírta Mikhail-t az elektrokerítéssel. Desmond bepöccenve fenyegeti az oroszt, miszerint 5 másodperce van a válaszra, különben meghúzza a ravaszt. Mikhail észreveszi, hogy egy jelzőpisztolyt szegeznek neki. Desmond megkérdezi, hogy milyen érzés lesz, ha egy rakétát kap a mellkasába pár centiről? Bakunin gúnyosan megjegyzi, hogy ezen a héten egyszer már meghalt. Az ejtőernyős nő közben megszólal olaszul. Mikhail érti az üzenetet, és felajánlja segítségét. A „diagnózis” szerint az ág átszúrta a tüdejét, ami megtelik vérrel, és ha nem szívják le, meghal. Des megengedi, hogy segítsen, de cserébe el kell engedniük az oroszt. A férfi megkérdezi, hogy mire van szüksége.
Visszatérve a partra Sun-t láthatjuk, aki még mindig a hír hatása alatt van. Közben merengve néz a boldog Claire-re és Aaron-ra.
A következő visszaemlékezésben Sun-t láthatjuk, amint meglátogatja Jin apját. Mr Kwon itallal kínálja a nőt, és kérdezi, hogy milyen volt az esküvő. Sun mesél róla, majd megkérdezi, hogy Mr Kwon miért nem ment el rá. Jin apja megkérdezi, hogy mit mondott neki a férje. Mikor Sun elmondja, hogy Jin halottnak állította be a családját, és megkérdezi, hogy miért tette ezt a férje, Mr Kwon egy kicsit szomorúan válaszolja, hogy a hazugságok a származása miatt vannak. Sun felteszi, hogy ezért mondta Jin-nek az apja, hogy az anyja meghalt még fia babakorában. Mr Kwon elmondása szerint az anya elhagyta őket a szülés után, és neki kellett felnevelnie a fiút, akiről nem tudta biztosan, hogy az ő fia-e? Az apa végül megkéri Sun-nal, hogy nem mondhatja el a férjének azt, hogy meglátogatta, valamint hogy az anyja még él, ezzel megkímélve őt a szégyentől.
A Szigeten éjjel Juliet odalopózik Sun sátrához, majd felkelti, és elmondja, hogy ha vele megy, akkor választ ad a kérdéseire, és segít rajta, valamint a babán. Sun azt feleli, hogy a Juliet által mondottak szerint már így is halott, de a nő szerint még van egy kis remény. Juliet elvezeti Sun-t az orvosi állomásra (a Személyzet, a Pálca, a Támasz – rengeteg nevét hallhattuk már). Kate is Claire már meséltek Sun-nak a bunkerről, miszerint elhagyatott, és üres volt. Juliet szerint ez azért van, mert rossz helyen kerestek. Juliet Sun kérdésére felelve elmondja, hogy megvizsgálja őt, majd ultrahang segítségével megállapítja a fogantatás napját. Ha Sun a Szigeten kívül esett teherbe, akkor valószínűleg rendben lesz. Juliet megkérdezi, hogy Sun mikor szeretkezett utoljára a férjével. A nő ezt indiszkrétnek találja, és azzal az indokkal, hogy a gép úgyis megállapítja, elutasítja a kérdést.
A soron következő flashback-ben ismét Sun-t láthatjuk, aki apjának az egyik megbeszélését megzavarva szívességet kér tőle. Az apa a zavarás ellenére kedvesen reagál, de amint a lánya 100.000 dollárt kér tőle, szigorú magatartást vesz fel, és megkérdezi, hogy miért kell ennyi pénz neki. Miután Sun nem mondja meg a választ, az apja megkérdezi, hogy miért adna pénzt ismeretlen okokra? Sun erre azzal felel, hogy szemet hunyt apja ténykedése felett, és megadta neki a lehetőséget, hogy irányítsa őt, és közben úgy tett, mintha nem történt volna semmi. Majd folytatásul megígéri, hogy továbbra is így tesz, ha megkapja a pénzt kérdés nélkül. Mr. Paik ennek ellenére kérdezget, mire Sun kiböki, hogy azért kell a pénz, hogy egy szerettét megvédje a szégyentől. Mr. Paik rákérdezett, hogy Jin miatt kell-e a pénz, majd odaadja, de közli, hogy ha érte kell a pénz, akkor ő fogja viselni a vele járó terhet. Azaz nem lesz áruházi ellenőr, hanem neki fog dolgozni. Sun távozik a pénzzel.
Már besötétedett, és Mikhail még mindig az ejtőernyős életét próbálja megmenteni. Megkérdezi, hogy mi volt nála a jelzőpisztolyon kívül, mire Hurley elmondja, hogy egy könyv, valamint véletlenül elszólja a rádiótelefont is. Az orosz érdeklődését felkelti a telefon, és kíváncsi, hogy működik-e? Senki sem válaszol, így Bakunin segítséget, valamint helyet kér. Desmond vállalkozik a feladatra, miszerint vért kell leszívniuk az ejtőernyős testéből, hogy azonnal fel tudják szabadítani a levegőt, ehhez stabilan kell tartani a testet. Mikhail belevág a nő testébe egy műanyag csövet, aminek hatására rengeteg vér spriccel ki a tüdőből. A túlélők aggódnak a nőért, de Mikhail nem válaszol, hanem megkéri Desmond-ot, hogy tapassza be a sebet, úgy, hogy az lélegezni tudjon. A nő ismét beszélni kezd, de most már azt mondja: Köszönöm, hogy segítettek.
Julieték megérkeznek az állomásra, de Sun megkérdezi a nőt, hogy miért segít neki? Juliet elmondja, hogy régen mikor közölte a nőkkel, hogy terhesek, az volt számukra a legjobb hír. A Szigeten viszont már elvesztett 9 beteget 3 év alatt. Majd a kérdést megválaszolva, azért akar segíteni, hogy azt mondhassa, Sun még a Szigetre érkezésük előtt esett teherbe a férjétől, tehát végre jó hírt akar közölni. Sun elmondja, hogy mivel Jin-nel nem lehetett gyerekük, lefeküdt egy másik férfival. Juliet egy rejtett helységbe vezeti Sun-t, ami tele van babáknak való dolgokkal. Sun kérdésére megválaszolva Juliet elmondja, hogy oda vitték a nőket meghalni.
Mikhail közli, hogy a nő jól van, csak tartsák tisztán a sebet, és egy-másfél napon belül jobban lesz. Charlie nem hiszi hogy egy átszúrt tüdő egy nap alatt begyógyul, de Mikhail szerint a Szigeten kicsit mások a játékszabályok. Majd végül Mikhail távozni készül. Desmond, mivel megegyezett, és nem tudnak egyszerre egy foglyot és egy hordágyat vinni, elengedi az oroszt. Charli felajánlkozik, hogy majd ő viszi Bakunin-t, de félbeszakítja Jin, miután észrevette, hogy eltűnt a telefon. Desmond próbálja visszatartani Jin-t, mondván nem számít a telefon, de a koreai már elrohant Mikhail után, és el is veszi tőle a telefont. Charlie ismét akadékoskodik, de Des szerint nem tehetnek mást, el kell engedniük az oroszt, mert a szavukat adták.
Visszatérve az orvosi állomásra Sun éppen közli Juliet-tel, hogy a baba nem lehet Jin-é, mivel ő terméketlen. Juliet elmagyarázza, hogy egy normál férfinak 60 és 80 millió között mozog a spermák száma, de ez a Szigeten akár ötszöröse is lehet a normál értéknek, így nagyobb az esély a teherbeesésre. Juliet belekezd a vizsgálatba, miközben elmagyarázza az eljárást. Először megnézi a magzat méretét, ami elárulja a fogantatás idejét, és ebből kiderül, hogy ki az apa. Sun elszomorodik, mert mindenképpen rosszul jár: ha életben marad, akkor a baba nem Jiné, de ha Jiné, akkor meg fog halni.
A következő visszapillantásban Jin hazaérkezik, és megkérdezi Sun-t, hogy miért nem volt bent nála, ha már egyszer az irodában volt. Sun azt válaszolja, hogy nem akarta zavarni. Jin a posta után kérdez, amit Sun elfelejtett felhozni. A férfi megkérdezi, hogy hol a kulcs, mert akkor lemegy érte. Sun megmondja, hogy a pénztárcájában van, de túl későn kapcsol, így a férj megtalálja a táskába rejtett 100.000 dollárt. Sun azzal magyarázza, hogy bútorokat szeretne venni, és egy csodálatos nászutat szeretne az apjától kapott pénzből. Jin szomorúan mondja, hogy nem kellett volna pénzt kérnie, hiszen ő fizette volna a nászutat, igaz, csak később, mire összegyűlik a pénz. Megígéri a feleségének, hogy gondoskodni fog róla örökké, majd megkéri őt, hogy vigye vissza a pénzt, mert nem akarja, hogy még több adósságuk legyen Mr Paik felé.
Az ultrahangos készülék monitorján megjelenik a kisbaba, és Sun, valamint Juliet is nagyon boldogok. Juliet szerint azt megmondani, hogy a baba fiú, vagy lány, még korai, de az a lényeg, hogy él, és erős, egészséges. Juliet számolni kezd: 90 napja történt a zuhanás, a baba kb. 8 hete fogant, szóval úgy 53 napja, tehát Sun a Szigeten esett teherbe. Sun sírni kezd, Juliet pedig megígéri neki, hogy minden tőle telhetőt megtesz. De Sun örül, hogy a baba Jin-é.
A visszapergetésben Sun-t látjuk, amint elmegy az előre megbeszélt helyre, ahol már várja a nő, aki már azt hitte, hogy Sun nem jön el. Sun átadja a pénzt, és megkérdezi, hogy miért nem mondta el neki, hogy ő Jin anyja? A nő azt feleli, hogy ő szülte, de ettől még nem ő az anyja. Sun biztosra veszi, hogy a nő tudja, milyen nagy a Paik család, valamint azt is elmondja neki, hogy ne akarja, hogy elmondja az igazat a fiának az anyjáról. A rövid szóváltás után Sun távozik a nőtől.
Már felkelt a Nap, mikor Juliet és Sun előjönnek a bunkerból. Sun megkérdezi, hogy mennyi ideje van még. Juliet szerint a legtöbb nő a második negyedév közepéig élt, és a harmadikat senki sem élte meg, tehát Sun életéből már csak 2 hónap van hátra. A rossz hír ellenére Sun nagyon boldog, hiszen a baba Jin-é, így Juliet jó hírt közölt vele, aminek ő is örül. Juliet visszamegy megnézni, hogy mindent elraktak-e, mert nem akar nyomokat hagyni. Ez persze csak egy kifogás, valójában üzenetet hagy Ben-nek egy kazettán. Az üzenet szövege a következő:
Ben, reggel 6 van, csütörtök reggel. Kwon terhes. A magzat egészséges és a szigeten fogant meg, a férjé. Steril volt, mielőtt idejöttek. A többi nőtől való minták megszerzésén még dolgozom. Austené is hamarosan meglesz. Újra jelentek majd, ha többet tudok. Majd a felvételen kívül hozzáteszi: Gyűlöllek.
Desmondék éppen készítik a hordágyat. Még mindig tart a vita Mikhail-ról. Charlie szerint meg kellett volna ölniük, mert hamarosan visszajön néhány társával. Des erre azzal felel, hogy az ő számolásai alapján több embert öltek meg ők a Többiek közül, mint azok a túlélők közül. Charlie cseppet sem poénosan közli, hogy a Többiek kezdték az öldöklést, és szerinte Juliet-ben sem bízhatnak, csak azért, mert visszajött Jack-kel, Kate-tel, és Sayid-dal. Közben Hurley az ejtőernyősnél ül, és játszik a rádiótelefonnal. Éppen az anyjával „beszélget”, mikor a nő felébred, s megkérdezi, hogy hol van? Hurley elmondja, hogy egy szigeten vannak, és visszakérdez, hogy őket jöttek-e megmenteni, és hogy működésre tudja-e bírni a telefont? A nő megkérdezi Hurley nevét, aki válaszol, és még hozzáteszi, hogy az Oceanic 815-ös járatával zuhantak le, majd ismét megkérdezi, hogy őket keresik? A nő nem hiszi el, hogy a 815-ös járattal zuhantak le, mert megtalálták a gépet, és minden test ott volt, túlélők pedig nem voltak.
|  | Itt a vége a cselekmény részletezésének! |